# ヴァイオリン協奏曲第1番 (バルトーク)
バルトークの《ヴァイオリン協奏曲 第1番》BB 48aは、1907年ごろから1908年に作曲された、最初のヴァイオリン協奏曲。楽章構成において伝統から逸脱しており、2楽章で構成されている。

## 概説
女性ヴァイオリニストのシュテフィ・ゲイエルに献呈されている。しかし彼女は本作を演奏することなく楽譜を封印したため、生前に世に出ることはなかった。バルトークは第1楽章を改作して『2つの肖像』の第1曲とした。
バルトークとゲイエルの死後、コピーがパウル・ザッハーへと渡り、1956年にようやく出版された。そして、1958年5月30日にバーゼルでザッハーの指揮、ハンスハインツ・シュネーベルガーの独奏により遺作として初演され、『第1番』と呼ばれるようになった。

## 楽器編成
独奏ヴァイオリン、フルート2（第2奏者ピッコロ持ち替え）、オーボエ2、コーラングレ、クラリネット（A管）2（第2奏者バスクラリネット持ち替え）、ファゴット2、ホルン4、トランペット2、トロンボーン2、チューバ、ティンパニ、大太鼓、ハープ2、弦五部

## 演奏時間
約22分（各10分、12分）

## 楽章構成
1. Andante sostenuto
2. Allegro giocoso